# Tarif ibn Malik
Ṭarīf ibn Mālik, o, secondo un'altra possibile lettura, Ṭarīf ibn Mālluk (in arabo طريف ابن  مالك‎?) (fl. VIII secolo), è stato un comandante berbero agli ordini del Wālī d'Ifriqiya Mūsā b. Nuṣayr, il conquistatore arabo-musulmano del Nordafrica.

## Biografia
Nel luglio del 710, Mūsā inviò Ṭarīf perché effettuasse un'incursione sulle coste meridionali della Penisola iberica, allora sotto il governo visigotico. Secondo una leggenda (che si ripeterà in varie altre occasioni e in diversi contesti) egli sarebbe stato aiutato nell'impresa da Giuliano, conte di Ceuta, desideroso di vendicarsi di un'offesa al suo onore recatagli dal re visigoto Rodrigo.
Di questo raid, Edward Gibbon scrisse: "Cento Arabi e quattrocento Africani attraversarono il mare in quattro imbarcazioni, partendo da Tangeri o da Ceuta; il posto del loro approdo sull'opposta sponda dello Stretto [di Gibilterra] è contrassegnato dal nome stesso del loro capo Tarif", vale a dire l'odierna Tarifa. Essi avanzarono da lì per esplorare il terreno lungo la costa come possibile punto d'ingresso per un attacco su più larga scala, traversando "diciotto miglia di terreno collinoso per giungere al palazzo e alla cittadina di Giuliano, in quella che è ancora chiamata Algeciras), cui dettero il nome di "isola verde" (in arabo al-jazīra al-khadrā’), dal promontorio verdeggiante che avanzava dentro il mare". Colà essi furono ospitalmente ricevuti dai loro alleati cristiani, forse parenti, amici e sostenitori del Conte Giuliano.
Il risultato finale fu un'incursione riuscita in una parte sguarnita dell'Andalusia, seguita da un tranquillo rientro nelle basi di partenza degli incursori, con prede e prigionieri. Ciò convinse Mūsā che l'Iberia poteva essere invasa con successo. Ṭarīf in seguito accompagnò Ṭāriq b. Ziyād, un altro comandante berbero musulmano, quando costui avviò la conquista islamica della penisola iberica e sconfisse re Roderico nella battaglia del Guadalete nel 711.